# Fahle Fettschwanzbeutelratte
Die Fahle Fettschwanzbeutelratte (Thylamys pallidior) kommt im küstennahen Süden von Peru, im Südwesten von Bolivien, im Norden von Chile und in weiten Teilen des westlichen und mittleren Argentinien vor. Damit hat sie das größte Verbreitungsgebiet aller Fettschwanzbeutelratten.

## Beschreibung
Die Tiere erreichen eine Kopfrumpflänge von 7,3 bis 10,5 cm, haben einen 9 bis 11,8 cm langen Schwanz und erreichen ein Gewicht von 13 bis 38,5 g. Der der Fettspeicherung dienende Schwanz hat in der Regel eine Länge von 115 % der Kopfrumpflänge. Wie bei Fettschwanzbeutelratten üblich, sind die Haare gebändert mit drei unterschiedlichen Farbzonen. Die Tiere sind braungrau gefärbt und an den Körperseiten, im Gesicht, rund um die Augen und an den Wangen deutlich heller als auf dem Rücken und der Kopfoberseite. Die Augen sind von schmalen dunklen Ringen umgeben, die sich weit nach vorn in Richtung Nase erstrecken. Das Bauchfell ist weiß. Die Ohren sind grau und hellgrau an der Basis. Vorder- und Hinterpfoten sind klein und weißlich. Der Schwanz ist auf der Oberseite grau und auf der Unterseite gelblich-weiß mit einer hellen Spitze. Die Weibchen haben keinen Beutel. Die Anzahl der Zitzen liegt für gewöhnlich bei neun, vier an den Seiten und eine Mittige; es gibt jedoch auch Weibchen mit 15 Zitzen, eine Mittige und sieben Paare an den Seiten. Der Karyotyp der Fahlen Fettschwanzbeutelratte besteht aus einem Chromosomensatz von 2n=14 Chromosomen (FN=20).
Die Zahnformel lautet: {\displaystyle {\frac {5/1/3/4}{4/1/3/4}}=50}

## Lebensraum und Lebensweise

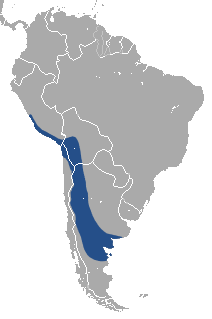
Das Verbreitungsgebiet der Fahlen Fettschwanzbeutelratte

Die Fahle Fettschwanzbeutelratte lebt in Wüsten, Halbwüsten und Steppen, in der Puna, der Monte und in der patagonischen Steppe von Meeresspiegelhöhe bis in Höhen von etwa 4500 Metern. Große Teile ihres Lebensraumes sind vegetationsarm und felsig, andere sind mit Bäumen aus den Gattungen Polylepis und Prosopis oder Sträuchern aus der Gattung Larrea oder verschiedenen Dornsträuchern bewachsen. Die Tiere scheinen Gegenden mit einer ausreichend Deckung bietenden Vegetation zum Schutz vor Prädatoren zu bevorzugen. Einige Exemplare wurden auch in Gebäuden gefangen. Die Fahle Fettschwanzbeutelratte ist nachtaktiv und terrestrisch (bodenlebend). Sie klettert jedoch auch auf niedrige Sträucher. Tagsüber, wenn sie schläft, kann die Körpertemperatur bis unter 15 °C fallen. Die Tiere fallen dann in einen Torpor.
Die Fahle Fettschwanzbeutelratte hat das am weitesten nach Süden reichende Verbreitungsgebiet aller Fettschwanzbeutelratten. Andere Kleinsäuger, die in Patagonien im Lebensraum der Fahlen Fettschwanzbeutelratte vorkommen, sind Akodon iniscatus und Akodon molinae aus der Gattung der Südamerikanischen Feldmäuse, Calomys musculinus aus der Gattung der Vespermäuse, Eligmodontia typus aus der Gattung der Hochland-Wüstenmäuse, Graomys griseoflavus, die Langschwanz-Zwergreisratte (Oligoryzomys longicaudatus) und Phyllotis xanthopygus aus der Gattung der Blattohrmäuse. Im nördlichen Argentinien sind dies die Anden-Feldmaus (Abrothrix andinus), Akodon albiventer, Akodon dolores und eine weitere unbestimmte Art der Südamerikanischen Feldmäuse, Andalgalomys olrogi und Andalgalomys roigi aus der Gattung der Chaco-Mäuse, die Andenmaus (Andinomys edax), C. musculinus, die Hochland-Wüstenmäuse Eligmodontia bolsonensis, Eligmodontia moreni und E. typus, G. griseoflavus, P. xanthopygus und Reithrodon auritus aus der Gattung der Kaninchenratten.

### Ernährung

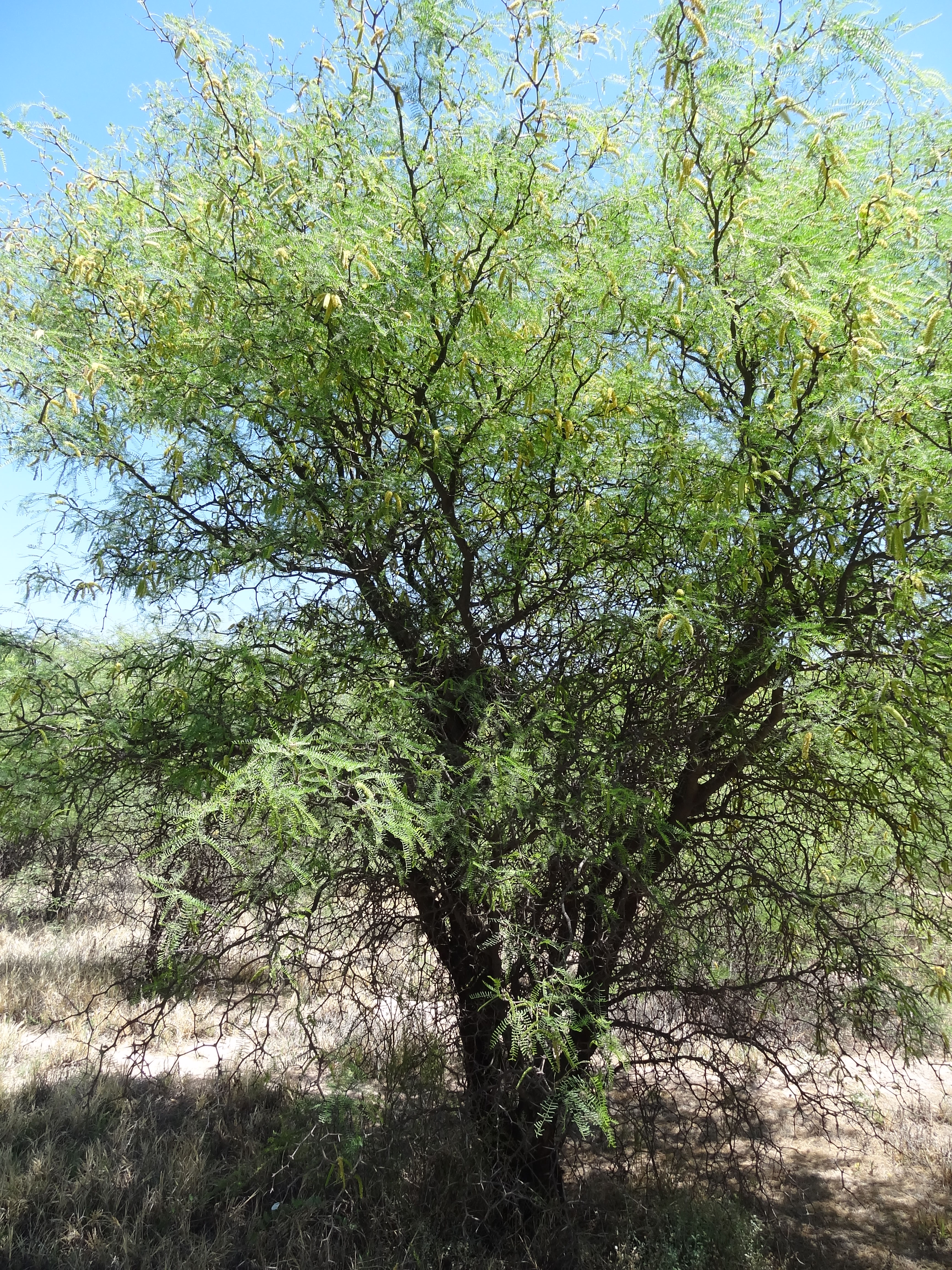
In der Monte frisst die Fahle Fettschwanzbeutelratte während der Regenzeit vor allem die Blätter von Prosopis flexuosa.

Die Fahle Fettschwanzbeutelratte ernährt sich vor allem von kleinen Gliederfüßern, darunter Käfer, Spinnentiere, Hundertfüßer, Schmetterlinge und Zweiflügler, sowie von Blättern, Samen und Früchten. Bei Untersuchungen während der Regenzeit in der Monte, einem trockenen, steppenartigen Buschland in Argentinien, fand man heraus, dass sich die Tiere dann ausschließlich von Blättern, vor allem von Prosopis flexuosa, ernähren und keine tierische Nahrung zu sich nahmen. Selten werden auch kleine Nager, kleine Echsen, Vögel oder Vogeleier verspeist. Ein in menschlicher Obhut gehaltenes Exemplar fraß in der Nacht bis zu 20 Käfer, wobei es vorher Flügel und Teile des Exoskeletts abtrennte. Bei Wasserknappheit kann die Fahle Fettschwanzbeutelratte ihr Urinvolumen reduzieren. Wie alle Fettschwanzbeutelratten speichert sie bei gutem Nahrungsangebot Fett in ihrem Schwanz, der dann vier bis fünf mal dicker wird als normal (ø 10 mm und mehr). Das Fett wird in Zeiten knapper Nahrung oder während eines Torpors wieder abgebaut.

### Fortpflanzung
Zur Vermehrung baut die Fahle Fettschwanzbeutelratte Nester aus Gräsern, Blättern, Federn und anderem Material in Baumhöhlen, oder unter Sträuchern oder Felsen. Sie vermehrt sich zwei Mal im Jahr. In Argentinien wurden Weibchen mit großen, Milch absondernden Zitzen im Dezember und Februar und Jungtiere von Februar bis Juni gefunden. Oft haben die Weibchen nur drei bis vier Jungtiere, weniger als Zitzen zur Verfügung stehen.

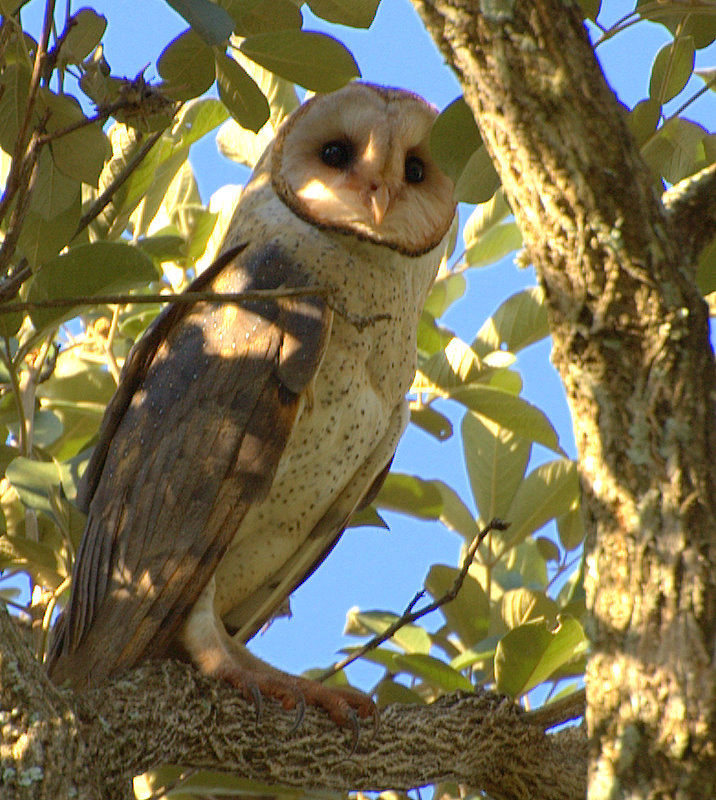
Die Amerikaschleiereule ist ein Fressfeind der Fahlen Fettschwanzbeutelratte.

### Fressfeinde und Parasiten
Bekannte Fressfeinde der Fahlen Fettschwanzbeutelratte sind der Magellanuhu (Bubo magellanicus) und die Amerikaschleiereule (Tyto furcata tuidara). Bei einer in der Atacama-Wüste im nördlichen Chile im September durchgeführten Untersuchung enthielten 25,9 % der Gewölle der Schleiereule Überreste der Fahlen Fettschwanzbeutelratte. Sie war zu dieser Zeit das zweitwichtigste Beutetier des Vogels. Ektoparasiten, die die Fahle Fettschwanzbeutelratte befallen, sind der Floh Craneopsylla minervawolffhuegeli und die Milbe Acanthochela chilensis. Außerdem sind folgende Endoparasiten bekannt: der Fadenwurm Pterygodermatitesi kozeki, der Bandwurm Mathevotaenia sanmartini und der einzellige Parasit Eimeria.

## Systematik
Die Fahle Fettschwanzbeutelratte wurde erstmals im Jahr 1902 durch den britischen Zoologen Oldfield Thomas beschrieben und der Eleganten Fettschwanzbeutelratte (damals Marmosa elegans) als Unterart zugeordnet. Heute gilt sie als eigenständige Art und wird in die Gattung der Fettschwanzbeutelratten (Thylamys) gestellt. Terra typica ist Challapata Belén im Westen Boliviens. Das aus dem lateinischen „pallidus“ abgeleitete Art-Epitheton bedeutet „blass“. Thylamys fenestrae ist bei der IUCN eine eigenständige Art, wird im Beuteltierband des Handbook of the Mammals of the World aber als Synonym von Thylamys pallidior behandelt. Eine phylogenetische Analyse, bei der die Cytochrom b kodierende Mitochondriale DNA verglichen wurde, zeigte, dass Thylamys pallidior aus einer nördlichen und einer südlichen Klade besteht, die sich vor ein bis zwei Millionen Jahren voneinander trennten. Möglicherweise müssen die beiden Kladen als unterschiedliche Unterarten oder Arten angesehen werden. Außerdem ist eine bisher zu Thylamys pallidior gezählte Population aus der Region Huancavelica und der Provinz Lima in Peru näher mit Tates Fettschwanzbeutelratte (Thylamys tatei) verwandt und bildet ein bisher unbenanntes Taxon. Die Schwesterart von Thylamys pallidior ist die Elegante Fettschwanzbeutelratte (Thylamys elegans) aus dem mittleren Chile.
Das folgende Kladogramm zeigt die Verwandtschaft der verschiedenen Arten innerhalb der Anden-Klade von Thylamys:
|  | Thylamys tatei  |
|  |                 |
|  | Thylamys n. sp. |
|  |                 |

|  | Thylamys elegans Nord |
|  |                       |
|  | Thylamys elegans Süd  |
|  |                       |

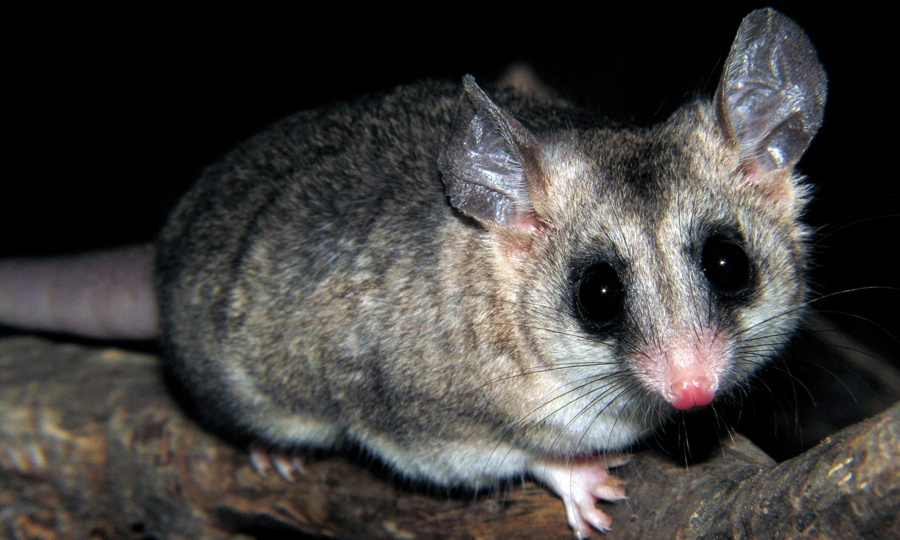
Die nah mit der Fahlen Fettschwanzbeutelratte verwandte Elegante Fettschwanzbeutelratte

|  | Thylamys pallidior (Peru und nördliches Chile)              |
|  |                                                             |
|  | Thylamys pallidior (nordwestliches Argentinien, Patagonien) |
|  |                                                             |

|  | Thylamys elegans Nord |
|  |                       |
|  | Thylamys elegans Süd  |
|  |                       |

|  | Thylamys pallidior (Peru und nördliches Chile)              |
|  |                                                             |
|  | Thylamys pallidior (nordwestliches Argentinien, Patagonien) |
|  |                                                             |

|  | Thylamys tatei  |
|  |                 |
|  | Thylamys n. sp. |
|  |                 |

|  | Thylamys elegans Nord |
|  |                       |
|  | Thylamys elegans Süd  |
|  |                       |

|  | Thylamys pallidior (Peru und nördliches Chile)              |
|  |                                                             |
|  | Thylamys pallidior (nordwestliches Argentinien, Patagonien) |
|  |                                                             |

|  | Thylamys elegans Nord |
|  |                       |
|  | Thylamys elegans Süd  |
|  |                       |

|  | Thylamys pallidior (Peru und nördliches Chile)              |
|  |                                                             |
|  | Thylamys pallidior (nordwestliches Argentinien, Patagonien) |
|  |                                                             |

## Status
Die IUCN führt die Fahle Fettschwanzbeutelratte als ungefährdet. Sie hat ein sehr großes Verbreitungsgebiet, ist wahrscheinlich zahlreich und kommt auch in einigen Schutzgebieten vor.

## Belege
1. 1 2 3 4 5 6 7 8  Diego Astúa: Family Didelphidae (Opossums). in Don E. Wilson, Russell A. Mittermeier: Handbook of the Mammals of the World – Volume 5. Monotremes and Marsupials. Lynx Editions, 2015, ISBN 978-84-96553-99-6. Seite 176 u. 177.
2. 1 2  Janet K. Braun, Ronald A. Van Den Bussche, Philip K. Morton, Michael A. Mares: Phylogenetic and Biogeographic Relationships of Mouse Opossums Thylamys (Didelphimorphia, Didelphidae) in Southern South America. Journal of Mammalogy, Volume 86, Issue 1, 15. Februar 2005, Seiten 147–159, doi:10.1644/1545-1542(2005)086<0147:PABROM>2.0.CO;2
3. ↑  Braun, Pratt u. Mares (2010), Seite 93.
4. 1 2 3  Braun, Pratt u. Mares (2010), Seite 95.
5. ↑  Thylamys fenestrae in der Roten Liste gefährdeter Arten der IUCN 2016. Eingestellt von: Martin, G.M. & Flores, D., 2016. Abgerufen am 22.03.2020.
6. 1 2  R. Eduardo Palma, Dusan Boric Bargetto, Pablo Jayat, David A. Flores et a.: Molecular phylogenetics of mouse opossums: new findings on the phylogeny of Thylamys (Didelphimorphia, Didelphidae). Zoologica Scripta 43(3):217-234 · Januar 2014, PDF
7. ↑  Thylamys pallidior in der Roten Liste gefährdeter Arten der IUCN 2015. Eingestellt von: Albanese, M.S., Martin, G.M., Teta, P. & Flores, D., 2015. Abgerufen am 22.03.2020.